# Lumbricillus belli
Lumbricillus belli is een ringworm uit de familie van de Enchytraeidae. De wetenschappelijke naam van de soort is voor het eerst geldig gepubliceerd in 1969 door Tynen.